# McDonnell Douglas DC-10
McDonnell Douglas DC-10 je trimotorno širokotrupno reaktivno potniško in tovorno letalo, ki ga je med januarjem 1968 in decembrom 1988 v tovarni v mestu Long Beach v ameriški zvezni državi Kalifornija proizvajalo podjetje McDonnell Douglas.
Letalo DC-10 je bilo neke vrste naslednik manjšega štirimotornega letala DC-8. Zasnovano je bilo pri ameriškem proizvajalcu Douglas leta 1966, ko je tamkajšnja letalska družba American Airlines iskala širokotrupno letalo, ki bi bilo manjše od Boeinga 747, a bi hkrati omogočalo polete daljšega dosega in uporabo na krajših vzletno-pristajalnih stezah. Leta 1967 je prišlo do združitve podjetja Douglas s podjetjem McDonnell ter je bilo letalo DC-10 prvo, ki se je proizvajalo pod imenom McDonnell Douglas.
V tovarni v mestu Long Beach se je sredi leta 1988, torej nekaj mesecev pred dokončanjem zadnjega novega letala DC-10, začelo delo na prvih primerkih naslednika MD-11, ki je bil pravzaprav podaljšana in posodobljena različica letala DC-10. Komercialna uporaba potniških letal DC-10 se je začela avgusta 1971 pri ameriških letalskih družbah American Airlines in United Airlines. Zadnje novo letalo DC-10 je bilo dobavljeno nigerijski letalski družbi Nigeria Airways julija 1989.
Posebnost letala DC-10 so trije motorji, dva na krilih in eden na repu. Tako konfiguracijo motorjev uporabljata tudi njegov naslednik MD-11 in konkurent Lockheed L-1011 TriStar, katerega prodaja je bila s 386 izdelanimi letali DC-10, ki so bila dobavljena letalskim družbam, presežena za 136 primerkov. Največja kapaciteta je bila 399 potnikov, vendar pa je FAA izdala dovoljenje za največ 380 potnikov v enem razredu. Tipične so bile konfiguracije za prevoz 270 potnikov v dveh razredih.
Potniška letala DC-10 so bila uporabljana na srednjih in dolgih progah. Prvotna različica DC-10-10 je v povprečju imela doseg približno 5600 kilometrov ter je bila večinoma uporabljana za polete znotraj Združenih držav Amerike. Različica DC-10-15 je imela močnejše motorje ter je ponujala možnost uporabe na vzletno-pristajalnih stezah v okolju nizke gostote zraka zaradi visoke temperature zraka in visoke lege (angleško hot and high). Za medcelinske polete so letalske družbe večinoma uporabljale različici DC-10-30 in DC-10-40, ki sta v povprečju imeli doseg približno 9600 kilometrov. Proizvodnja različice DC-10-30 se je začela leta 1972, proizvodnja različice DC-10-40 pa leta 1973. Na različici DC-10-30 je temeljil leteči tanker KC-10 Extender, ki je bil izdelan v 60 primerkih za Vojno letalstvo Združenih držav Amerike.
Prvotna letala DC-10 so še naprej imela inženirja leta kot tretjega člana posadke v pilotski kabini. Kratko pred tem, ko je Boeing leta 1997 odkupil podjetje McDonnell Douglas, je bila predstavljena možnost nadomestitve prvotne pilotske kabine s sodobno stekleno pilotsko kabino, kakršna je bila vgrajevana tudi v nova letala MD-11. Tako spremenjena letala DC-10 so bila preimenovana v MD-10, s posodobitvijo pa je bila odstranjena potreba po inženirju leta in omogočena enotna certifikacija pilotov (angleško type rating) za upravljanje letal MD-10 in MD-11.
Uporaba potniških letal DC-10 se je končala 24. februarja 2014. Nekaj tovornih letal MD-10 je še naprej v redni uporabi, večinoma pri ameriški letalski družbi FedEx Express. V občasni uporabi so tudi štiri nekdanja potniška letala DC-10-30, ki so bila predrugačena v letala za zračno gašenje požarov.

## Različice

### Prvotno letalo
Prvotna potniška različica je bila DC-10-10. To je bila tudi različica, ki je bila leta 1971 prva uvedena v komercialno uporabo, proizvodnja pa je potekala do leta 1981. Poganjali so jo trije motorji General Electric CF6-6 ter je bila sploh prvo letalo, ki je uporabljalo ta tip motorja. Izdelanih je bilo 122 primerkov.
Hkrati je obstajala tudi kombinirana potniško-tovorna različica DC-10-10CF (angleško Convertible Freighter, 'spremenljivo tovorno letalo'). Izdelanih je bilo devet primerkov, od česar jih je osem uporabljala letalska družba Continental Airlines, enega pa letalska družba United Airlines.
Različica DC-10-15 je bila identična različici DC-10-10, le da je imela povečan potisk motorjev. Zasnovana je bila z namenom uporabe na vzletno-pristajalnih stezah v okolju nizke gostote zraka zaradi visoke temperature zraka in visoke lege (angleško hot and high). Nastala je po želji mehiških letalskih družb Mexicana in Aeroméxico leta 1979, proizvodnja pa je potekala med letoma 1981 in 1983. Izdelanih je bilo sedem primerkov.
V zgodnjih letih je bila predlagana tudi dvomotorna različica, ki je bila znana pod imenom DC-10 Twin, a do proizvodnje nikoli ni prišlo.

### Letala s podaljšanim dosegom
Prvotna različica s podaljšanim dosegom je bila DC-10-30, ki je bila s 163 izdelanimi primerki tudi najbolj pogosta različica letala DC-10. Proizvodnja je potekala med letoma 1972 in 1988. Različico DC-10-30 je uporabljalo 38 letalskih družb, vključno z jugoslovansko letalsko družbo JAT. Prvi primerki so bili dobavljeni letalskima družbama KLM in Swissair 21. novembra 1972. Poganjali so jo trije motorji General Electric CF6-50, medtem ko je bil doseg podaljšan s pomočjo večjih tankov za gorivo in večjega razpona kril. Ker je bila težja od različice DC-10-10, je imela različica DC-10-30 tudi eno dodatno pristajalno podvozje.
Kombinirana potniško-tovorna različica DC-10-30CF je bila izdelana v 27 primerkih. Prvi uporabnici sta bili ameriški letalski družbi Overseas National Airways in Trans International Airlines leta 1973.
Različica DC-10-30ER (angleško Extended Range, 'podaljšan doseg') je imela vgrajen en dodatni tank za gorivo, ki je bil nameščen v tovorni prostor v zadnjem delu trupa. Doseg je znašal približno 10.600 kilometrov, kar je bilo približno 1100 kilometrov več v primerjavi z različico DC-10-30. Prvo letalo DC-10-30ER je bilo dobavljeno finski letalski družbi Finnair leta 1981. Izdelanih je bilo šest novih letal DC-10-30ER, medtem ko je bilo pet obstoječih letal DC-10-30 z vgraditvijo dodatnega tanka za gorivo predrugačenih v letala DC-10-30ER.
Tovorna različica DC-10-30AF (angleško All Freight, 'vse tovor') je bila znana tudi kot DC-10-30F in predstavljena leta 1979. Začetek proizvodnje je bil odložen, ker italijanska letalska družba Alitalia ni potrdila naročila. Nazadnje se je proizvodnja začela maja 1984, ko so iz FedExa potrdili naročilo prvega primerka. Izdelanih je bilo deset novih letal.
Različica DC-10-40 je bila posodobitev prvotnega potniškega letala DC-10-10. Imela je povečano najvišjo vzletno težo in močnejše motorje. Razpon kril je bil enak kot na različici DC-10-30. Poganjali so jo motorji iz družine Pratt & Whitney JT9D. Nastala je po želji ameriške letalske družbe Northwest Airlines, ki si je prizadevala za vgradnjo enakih motorjev kot na Boeingu 747. Prvotno je bila imenovana DC-10-20, ime pa je bilo spremenjeno, ker so jo pri omenjeni letalski družbi ob uvedbi leta 1973 hoteli oglaševati kot najnovejšo izpeljanko letala DC-10. Izdelanih je bilo 42 novih letal, druga uporabnica pa je bila japonska letalska družba Japan Airlines.
Predlagana je bila tudi različica DC-10-50, ki bi jo poganjali motorji iz družine Rolls-Royce RB211. Uporabnica je imela biti britanska letalska družba British Airways. Ta se je na koncu odločila za nakup konkurenčnih letal Lockheed L-1011 TriStar ter ni bilo nobenega izdelanega primerka.

### Letala za posebne namene
Prva različica za posebne namene je bila KC-10 Extender. Gre za leteči tanker oziroma letalo za prečrpavanje goriva med letom, ki ga je naročilo Vojno letalstvo Združenih držav Amerike. Proizvodnja je potekala med letoma 1981 in 1988, ko je bilo izdelanih natančno 60 primerkov. Letalo KC-10 Extender je temeljilo na kombinirani potniško-tovorni različici DC-10-30CF, vgrajevani pa so bili izključno motorji iz družine General Electric CF6.
Različica KDC-10 je zelo podobna različici KC-10 Extender, vendar pa je nastala s spreminjanjem obstoječih letal DC-10-30CF, ki so bila prvotno uporabljana v komercialnem letalstvu. Tako predrugačena so bila štiri letala. Glavni uporabnik je bilo Kraljevo vojno letalstvo Nizozemske z dvema letaloma. Preostala dva primerka letala KDC-10 uporabljata letalski družbi Omega Aerial Refueling Services in Global Airtanker Service, ki ju dajeta v najem vojaškim strankam.
Različica DC-10 Air Tanker je namenjena za zračno gašenje požarov. Izdelanih je bilo pet letal, ki so nastala s spreminjanjem nekdanjih potniških letal DC-10-10 ali DC-10-30. Projekt se je začel leta 2002 na spodbudo podjetja 10 Tanker Air Carrier s sedežem v ameriški zvezni državi Nova Mehika, ki je tudi edina uporabnica. Prometno dovoljenje je bilo podeljeno marca 2006. Edini primerek, ki je nastal iz nekdanjega letala DC-10-10, je bil upokojen. Štirje primerki, ki so nastali s spreminjanjem prvotnih letal DC-10-30, ostajajo v uporabi.

### MD-10
MD-10 je posodobljena tovorna različica, ki je bila predstavljena leta 1996, tik preden je Boeing  leta 1997 odkupil podjetje McDonnell Douglas. Gre za spreminjanje obstoječih letal DC-10, pri čemer je prvotna pilotska kabina nadomeščena s sodobno stekleno pilotsko kabino. S tem je odstranjena potreba po inženirju leta kot tretjem članu posadke v pilotski kabini.
Steklena pilotska kabina, ki jo vgradijo v letalo MD-10, je enaka kot v letalu MD-11, ki je nasledilo prvotno letalo DC-10, kar pomeni enotno certifikacijo pilotov (angleško type rating) za letali MD-10 in MD-11. To je letalski družbi FedEx Express omogočilo najemanje certificiranih pilotov letal MD-11 tudi za upravljanje letal MD-10. Omenjena letalska družba je tudi glavna uporabnica letal MD-10. Na ta način je bilo predrugačenih 82 od vsega skupaj 113 letal DC-10 v njeni zgodovinski floti, od česar jih je bilo leta 2022 v uporabi še osem.

## Uporaba
Krstni polet različice DC-10-10 je bil opravljen 29. avgusta 1970. Do podelitve prometnega dovoljenja 29. julija 1971 je bilo opravljenih 929 testnih poletov v skupnem trajanju 1551 ur. Prvi uporabnici potniških letal DC-10-10 sta bili ameriški letalski družbi American Airlines in United Airlines. Obema so prve primerke začeli dobavljati takoj po podelitvi prometnega dovoljenja, prvi komercialni polet pa je bil opravljen z letalom prve omenjene 5. avgusta 1971 med Los Angelesom in Chicagom.
Pri American Airlinesu so do upokojitve potniških letal DC-10 leta 2000 uporabljali vsega skupaj 66 primerkov, kar je bila največja flota potniških letal DC-10 med vsemi uporabnicami. Pri United Airlinesu so potniška letala DC-10 upokojili leta 2001, letalska družba pa je vsega skupaj uporabljala 59 primerkov. Obe letalski družbi sta večinoma uporabljali prvotno različico DC-10-10, vendar pa je vsaka v svoji floti imela tudi po 11 primerkov različice DC-10-30.
Potniška letala DC-10 je dolga leta uporabljala tudi jugoslovanska letalska družba JAT, ki je v svoji floti imela sedem primerkov različice DC-10-30. Šlo je za največje letalo v JAT-ovi floti, ki je bilo uporabljano tudi za opravljanje rednih poletov med Beogradom in New Yorkom z vmesnim postankom v Ljubljani.
Zadnja redna uporabnica potniških letal DC-10 v Združenih državah Amerike je bila letalska družba Northwest Airlines, ki jih je upokojila 8. januarja 2007 po opravljenem rednem poletu med Honolulujem in Minneapolisom. Nato so bila potniška letala DC-10 v Združenih državah Amerike uporabljana le še za manjše število čarterskih in vojaških poletov, kar se je dokončno končalo februarja 2012. Zadnja svetovna uporabnica potniških letal DC-10 je bila bangladeška letalska družba Biman, ki je zadnji redni polet opravila 20. februarja 2014 med bangladeško prestolnico Daka in angleškim mestom Birmingham, nato pa do dokončne upokojitve 24. februarja 2014 priredila še nekaj posebnih krožnih poletov nad Veliko Britanijo.
Leteče tankerje KC-10 Extender še naprej uporabljajo pri Vojnem letalstvu Združenih držav Amerike. Kraljevo vojno letalstvo Nizozemske je dva podobna leteča tankerja KDC-10, ki sta nastala s spremembo prvotnih primerkov kombinirane potniško-tovorne različice DC-10-30CF, upokojilo v letih 2019 oziroma 2021. V uporabi ostajajo štiri nekdanja potniška letala DC-10-30, ki so bila po koncu prvotne uporabe predrugačena v letala DC-10 Air Tanker za zračno gašenje požarov. Stacionirana so v Združenih državah Amerike, vendar pa so požare gasila tudi v drugih državah, npr. v Avstraliji.
V komercialni uporabi ostaja devet tovornih letal MD-10. Osem jih uporablja ameriška letalska družba FedEx Express, eno pa bolivijska letalska družba TAB Cargo. FedEx Express je v svoji zgodovini uporabljal vsega skupaj 113 tovornih letal DC-10, od česar jih je bila velika večina z vgraditvijo steklene pilotske kabine predrugačenih v različico MD-10.

## Nesreče in incidenti
Letala DC-10 so bila udeležena pri 61 letalskih nesrečah. V njih je bilo 33 letal nepopravljivo poškodovanih, na krovu pa je umrlo 1261 ljudi. V sedemdesetih letih 20. stoletja so varnostne pomanjkljivosti omadeževale ugled letal DC-10, ki pa so po odstranitvi teh pomanjkljivosti v naslednjih desetletjih nabrala na tisoče ur letenja brez resnih incidentov. Danes je zgodovina letal DC-10 na področju varnosti primerljiva s tisto drugih reaktivnih letal iz šestdesetih in sedemdesetih let 20. stoletja.
Konstrukcijska napaka na tovornih vratih je v prvih letih uporabe prispevala k dvema resnima incidentoma. Na letu 96 American Airlinesa 12. junija 1972 so se tovorna vrata odprla med letom nad mestom Windsor v kanadski provinci Ontario, a je letalo varno pristalo in ni bilo smrtnih žrtev. Skoraj identičen incident s tovornimi vrati se je zgodil na letu 981 Turkish Airlinesa 3. marca 1974, vendar pa so bile posledice katastrofalne, saj je letalo strmoglavilo v gozdno območje na severu Francije, približno 37 kilometrov od Pariza, pri čemer je umrlo vseh 346 ljudi na krovu.
Po nesreči leta 981 so na letalih DC-10 spremenili tovorna vrata, nakar več ni bilo tovrstnih incidentov. Kljub temu se je 25. maja 1979 zgodila nova smrtna nesreča, ko je letalu DC-10 na letu 191 American Airlinesa tik po vzletu iz Chicaga odpadel motor ter je strmoglavilo v neposredni bližini letališča, pri čemer je umrlo 273 ljudi, vključno z dvema žrtvama na tleh. Zaradi te nesreče je bilo vsem letalom DC-10 dobrih mesec dni prepovedano leteti v zračnem prostoru Združenih držav Amerike, vendar pa je bilo nazadnje ugotovljeno, da je motor odpadel, ker pri American Airlinesu med opravljanjem postopka odstranjevanja in ponovnega nameščanja motorja zaradi vzdrževanja niso upoštevali navodil proizvajalca.
Kmalu zatem se je 28. novembra 1979 na letu 901 letalske družbe Air New Zealand zgodila nova smrtna nesreča z letalom DC-10. Šlo je za krožen turistični polet z izhodiščem v Aucklandu na Novi Zelandiji, ki se je po preletu nad Antarktiko imel vrniti na Novo Zelandijo, vendar pa je letalo na Antarktiki zaradi pilotove napake trčilo v goro, pri čemer je umrlo vseh 257 ljudi na krovu.
Še ena smrtna nesreča z letalom DC-10 se je zgodila 19. julija 1989 na letu 232 United Airlinesa, ko je zasilno pristalo v ameriški zvezni državi Iowa, potem ko mu je med letom eksplodiral motor na repu, kar pa je povzročilo odpoved hidravlike in skoraj popolno nezmožnost upravljanja. Na krovu je bilo 296 ljudi, od česar jih je preživelo 185 in umrlo 111. Poškodovanih je bilo 171 ljudi, torej velika večina preživelih, eden izmed njih pa je mesec dni pozneje poškodbam podlegel in postal 112. smrtna žrtev te nesreče.
Kasneje smrtne nesreče letal DC-10 so bile večinoma posledica poskusov pristajanja ob slabih vremenskih razmerah. Na letu 772 francoske letalske družbe UTA je 19. septembra 1989 umrlo vseh 170 ljudi na krovu letala DC-10, ki je bilo tarča terorističnega napada z eksplozivno napravo.
Zloglasen je bil tudi incident, ki se je pripetil 7. aprila 1994, ko se je na tovorno letalo DC-10 letalske družbe FedEx Express kot potnik vkrcal inženir leta, ki je med letom poskusil s kladivi in harpuno ubiti trije člane posadke, nato pa namerno strmoglavljenje letala s samomorilskim dejanjem prikazati kot nesrečo. Posadki se je uspelo ubraniti in varno pristati na domačem letališču v Memphisu, vendar pa so vsi trije člani utrpeli hude poškodbe, ki so pomenile konec njihovih karier v komercialnem letalstvu. Napadalca, ki je v bojih s člani posadke tudi sam utrpel hude poškodbe, je doletela kazen dosmrtnega zapora. Njegov nagib za napad naj bi bilo dejstvo, da mu je grozila izguba zaposlitve zaradi ponarejanja podatkov o delovnih urah, pa tudi poskus zavarovalne goljufije, saj je imel sklenjeno polico življenjskega zavarovanja, ki bi v primeru njegove smrti v nesreči njegovi družini zagotovila 2,5 milijona dolarjev.
V 21. stoletju so bili pri tovorni letalski družbi FedEx Express zabeleženi trije incidenti, ki so imeli za posledico izgubo letal MD-10. Dva incidenta sta bila posledica napak pri vzdrževanju, smrtnih žrtev pa ni bilo.

## Tehnične značilnosti
|                                    | DC-10-10                                                | DC-10-15                                                | DC-10-30                                                | DC-10-40                                                |
| ---------------------------------- | ------------------------------------------------------- | ------------------------------------------------------- | ------------------------------------------------------- | ------------------------------------------------------- |
| Posadka                            | 3 ali 2                                                 | 3 ali 2                                                 | 3 ali 2                                                 | 3 ali 2                                                 |
| Število potnikov (3 razredi)       | 255                                                     | 255                                                     | 255                                                     | 255                                                     |
| Število potnikov (2 razreda)       | 285                                                     | 285                                                     | 285                                                     | 285                                                     |
| Število potnikov (1 razred)        | 380                                                     | 380                                                     | 380                                                     | 380                                                     |
| Tovor                              | 22 LD7 palet                                            | 22 LD7 palet                                            | 23 LD7 palet                                            | 23 LD7 palet                                            |
| Dolžina                            | 51,97 m                                                 | 51,97 m                                                 | 51,97 m                                                 | 51,97 m                                                 |
| Višina                             | 17,7 m                                                  | 17,7 m                                                  | 17,7 m                                                  | 17,7 m                                                  |
| Razpon kril                        | 47,34 m                                                 | 47,34 m                                                 | 50,4 m                                                  | 50,4 m                                                  |
| Premer trupa                       | 6,02 m                                                  | 6,02 m                                                  | 6,02 m                                                  | 6,02 m                                                  |
| Širina kabine                      | 5,54 m                                                  | 5,54 m                                                  | 5,54 m                                                  | 5,54 m                                                  |
| Maks. vzletna teža                 | 195.045 kg                                              | 206.385 kg                                              | 259.459 kg                                              | 251.701 kg                                              |
| Potovalna hitrost                  | Mach 0,82 (908 km/h, 490 vozlov)                        | Mach 0,82 (908 km/h, 490 vozlov)                        | Mach 0,82 (908 km/h, 490 vozlov)                        | Mach 0,82 (908 km/h, 490 vozlov)                        |
| Maks. hitrost                      | Mach 0,88 (982 km/h, 530 vozlov)                        | Mach 0,88 (982 km/h, 530 vozlov)                        | Mach 0,88 (982 km/h, 530 vozlov)                        | Mach 0,88 (982 km/h, 530 vozlov)                        |
| Doseg                              | 6116 km                                                 | 7000 km                                                 | 10.622 km                                               | 9254 km                                                 |
| Kapaciteta goriva                  | 82.134 L                                                | 100.859 L                                               | 138.720 L                                               | 138.720 L                                               |
| Vzletna razdalja pri največji teži | 2625 m                                                  | 2212 m                                                  | 2847 m                                                  | 2817 m                                                  |
| Največja višina leta               | 42.000 ft (12.802 m)                                    | 42.000 ft (12.802 m)                                    | 42.000 ft (12.802 m)                                    | 42.000 ft (12.802 m)                                    |
| Motorji (x3)                       | GE CF6-6D                                               | GE CF6-50C2F                                            | GE CF6-50C                                              | PW JT9D-59A                                             |
| Potisk motorjev (x3)               | 177,9 kN                                                | 206,8 kN                                                | 226,9 kN                                                | 235,8 kN                                                |
| Aeroprofil                         | DSMA-496/-521/-522 (v korenu) DSMA-519/-520 (na konici) | DSMA-496/-521/-522 (v korenu) DSMA-519/-520 (na konici) | DSMA-496/-521/-522 (v korenu) DSMA-519/-520 (na konici) | DSMA-496/-521/-522 (v korenu) DSMA-519/-520 (na konici) |

1. ↑  Prvotne različice so imele tričlansko posadko. Tovorna različica MD-10, ki je lahko nastala s posodobitvijo katerekoli prvotne različice, ima dvočlansko posadko.
2. ↑  V skladu s prometnim dovoljenjem, ki ga je izdala pristojna služba FAA v Združenih državah Amerike. Dejansko je bila največja kapaciteta 399 potnikov.